# 別府麵館

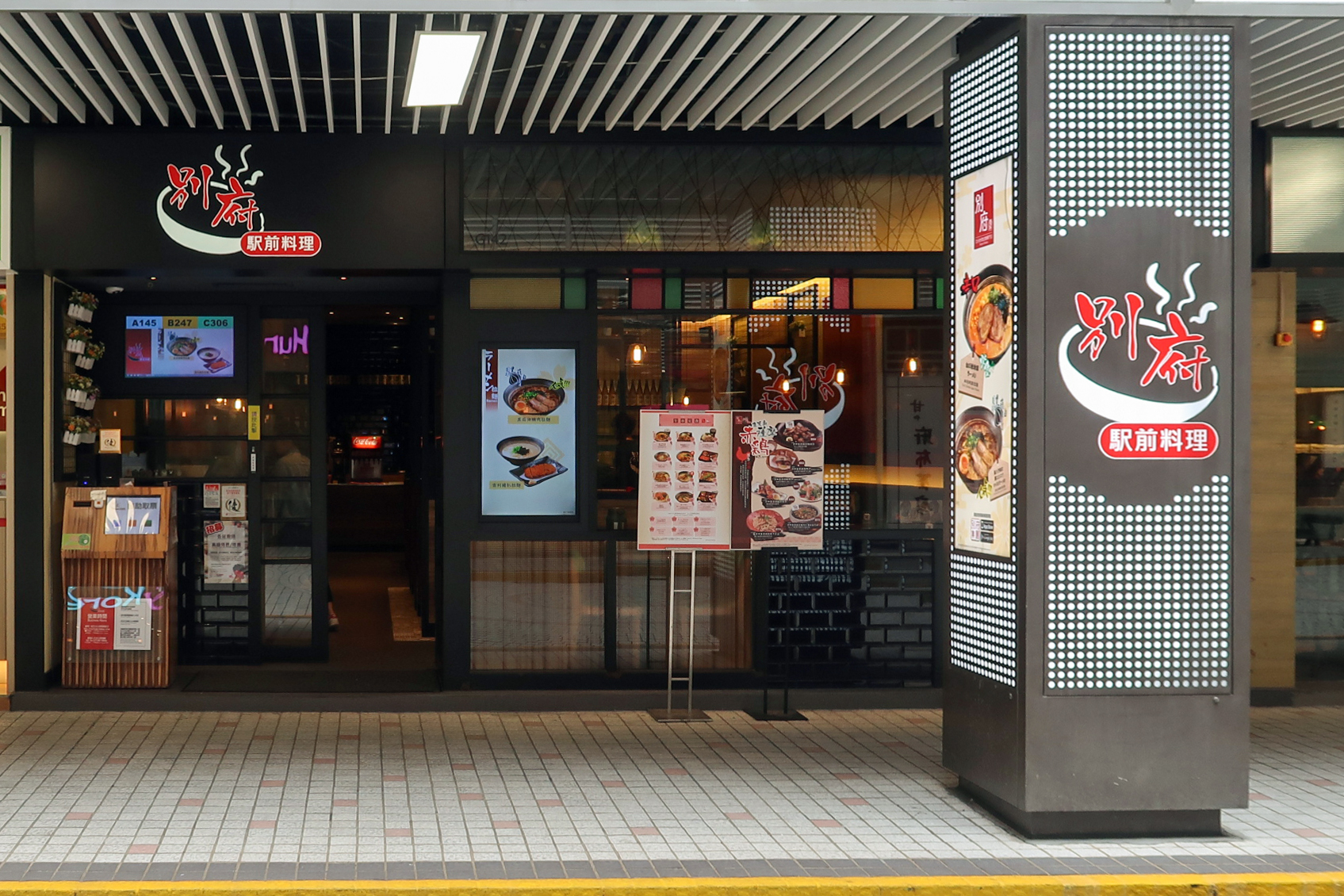
別府駅前料理在淘大商場分店

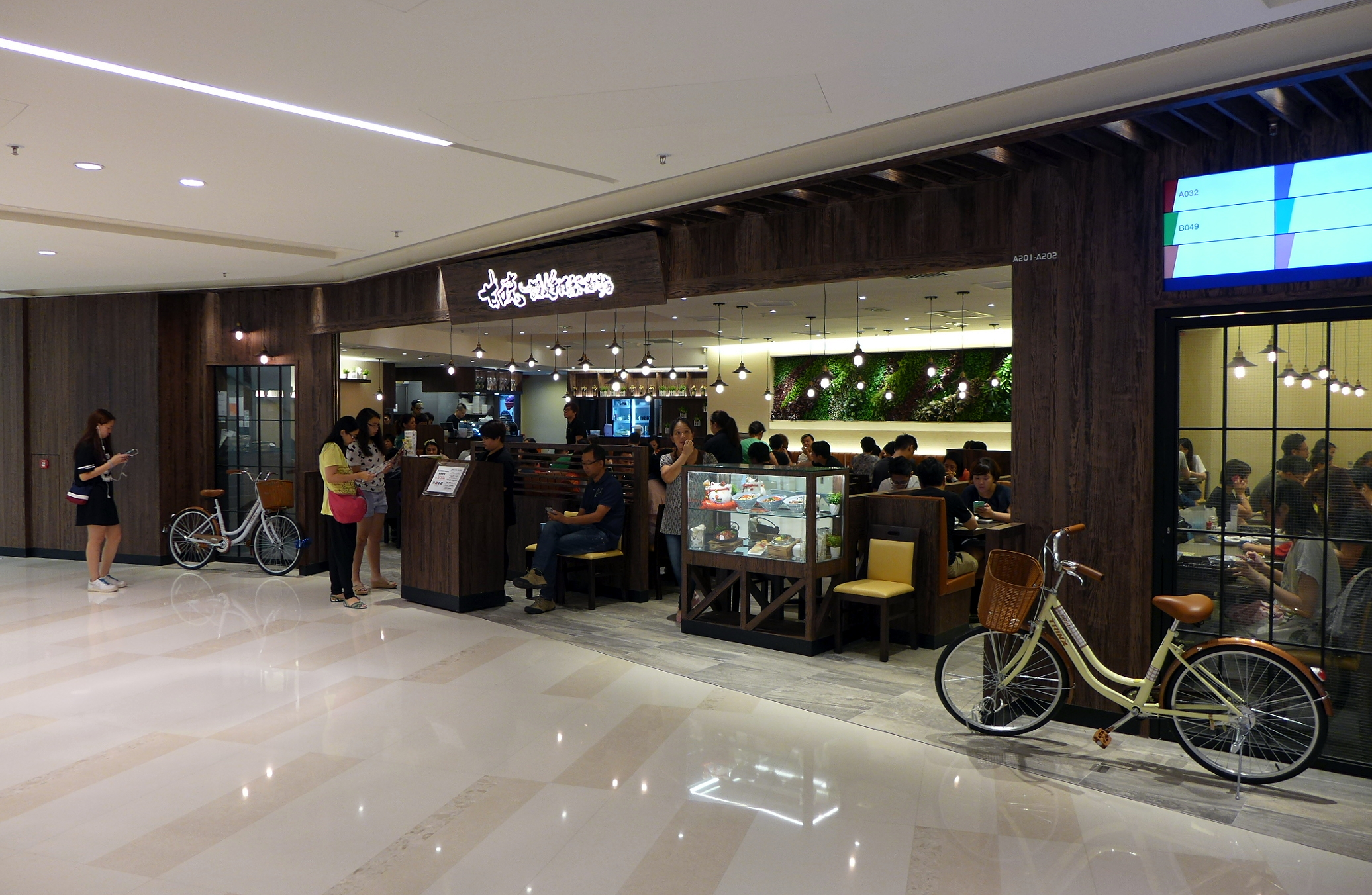
甘味讚岐手打烏冬專門店在YOHO MALL分店

別府麵館管理有限公司，簡稱別府麵館管理，以及別府麵館（英語：Beppu Menkan Management Limited），在1996年創立首家九州豬骨湯拉麵專門店。餐廳以香港作經營基地，主要售賣拉麵、刺身、壽司、爐端燒、揚物、鐵板等各種食物。
分店除了尖沙咀店外，還有九龍灣、荷里活廣場、銅鑼灣、杏花新城、青衣、火炭、屯門、元朗和東涌；海外方面則有新加坡2家分店以及印尼3家分店。
及至2004年，創立甘味手打烏冬專門店。主要售賣手打烏冬、二十穀米飯、刺身、壽司等各種食品。集團亦於2011年自設中央食品工場。2014年12月與唐宮在本港合作經營馬來西亞菜餐廳「金爸爸」(PappaRich)。到2016年在香港開設首家分店。
不過到2016年，旗下多間餐廳遭商場被迫撤走，如甘味讚岐手打烏冬和別府駅前料理。
2019年，有網民於Facebook專頁「香港人的飲食購物天地」指集團旗下位於青衣城二期的日式餐廳「味之亭網燒食堂」，有員工表示不歡迎穿黑衣的食客因而惹起爭議，其後更有網民於Telegram群組爆料指該集團管理層屬「深藍」及發表抹黑示威者的言論，希望大家不要光顧。

## 旗下品牌
日本料理 
- 別府駅前料理（已結業）
- 別府九州地獄拉麵（已結業）
- 甘味讚岐手打烏冬專門店（已結業）
- 甘味YA
- 野姜（已結業）

越南菜
- 大叻越式料理（已結業）

新加坡菜
- Bugis Corner（已結業）
- BUGIS@叻沙・海南雞飯

馬來西亞菜
- 惹味馬拉（已結業）

## 外部連結
- Beppu.com.hk（页面存档备份，存于）